# فرانك آرثر هووبر
فرانك آرثر هووبر هو محامي وضابط وقاضي وسياسي أمريكي، ولد في 21 أبريل 1895 في أميريكوس في الولايات المتحدة، وتوفي في 11 فبراير 1985 في أتلانتا في الولايات المتحدة. انتخب عضو مجلس نواب جورجيا ‏.